# Marcianos Blancos (cómic)
Los Marcianos Blancos  (White Martian en inglés) son una de las tres razas extraterrestres de ficción nativas de Marte en el Universo compartido de DC Cómics. Los marcianos blancos, también conocidos como los marcianos Pálidos, aparecen en los cómics de DC, principalmente en la JLA, Martian Manhunter, e Hijo de Vulcan.

## Historia
Como una raza de cambiaformas, la apariencia física tiene poco significado para los marcianos. Las diferencias psicológicas subyacentes son lo que separaba a los pacíficos marcianos verdes de los blancos como la guerra. Los marcianos blancos han configurado su fisiología, convirtiéndose en una raza separada de los Marcianos Verdes y Amarillos. En la actual continuidad de DC, su forma preferida es la de los humanoides angulados y sin pelo con piel blanca calcárea que a menudo forma cordones óseos o placas, dándoles la apariencia de armadura. A veces se ha visto que tienen una boca abierta en su tórax y un cuerno en el mismo nivel en cada lado.
Finalmente se reacondicionó que los Marcianos Blancos y los Marcianos Verdes no co-habitaron originalmente Marte juntos como se creía anteriormente. En realidad, los marcianos verdes y blancos formaban parte de la misma raza, conocida como "The Burning". Esta raza utilizó el fuego para reproducirse asexualmente y era beligerante para todos. Los Guardianes del Universo, temiendo a los impiedosos y violentos marcianos poderosos, dividieron genéticamente la raza marciana en dos especies distintas, blancas y verdes, impidiendo la reproducción asexual. También dieron a estas dos nuevas razas un temor instintivo de fuego para evitar que cualquiera de los grupos nunca accedieran a su pleno potencial. También alteraron sus poderes para que una raza nunca pudiera superar por completo al otro. El período de tiempo para esta manipulación genética se dio aproximadamente hace 20.000 años, contemporáneo con los primeros años de Vándalo Salvaje en la Tierra, en la serie 2 #86 de JLA. 
Mientras los marcianos verdes eran filósofos pacíficos, los marcianos blancos eran guerreros salvajes. Una larga guerra civil entre las dos razas terminó cuando los pocos marcianos blancos supervivientes fueron redondeados y exiliados a la "zona fija" extradimensional (aparentemente distinta de la Zona Fantasma de Superman, en la que fueron encarcelados de nuevo).

### Saturnianos Blancos
Los Saturnianos blancos llamados "Koolars" son descendientes de una subclase de clones obreros creados por antiguos exploradores marcianos blancos. Los marcianos verdes clonaron a Jemm, Hijo de la gente de Saturno, los saturnianos rojos originales, de ellos mismos, y los Marcianos Blancos clonaron a los saturnianos blancos originales de sus propias células. Los rojos fueron tratados como iguales por sus creadores, pero los blancos fueron tratados como esclavos por sus amos. La esclavitud de los clones blancos llevó a la guerra civil en Marte.

### Hyperclan
El Hyperclan es una vanguardia marciana blanca para una toma de posesión total de la Tierra que se disfrazan de superhéroes alienígenas con la intención de desplazar a la JLA en los afectos de la gente de la Tierra. Los miembros de Hyperclan son conocidos como Protex, Fluxus, A-Mortal, Züm, Primaid, Tronix, Armek y Zenturion, usando la matriz de poderes marcianos naturales para dar a cada "héroe" un conjunto aparentemente diferente de habilidades; Por ejemplo, Züm era un supervelocista, Armek era una figura blindada masiva con fuerza sobrehumana y podía cambiar de color, y Fluxus era un marciano superfuerte. Su ataque inicial resulta en la destrucción del satélite de la Liga y la muerte de Metamorfo y está precedida por una enfermedad que ataca a todos los héroes y villanos de fuego, como Firehawk y Doctor Phosphorus, causando que pierdan sus poderes. Con el uso del control de la mente y las relaciones públicas, casi lo lograron, lavandole el cerebro a toda la Tierra para ver a la Liga de la Justicia como los villanos. A pesar de que los héroes anotaron algunas victorias en enfrentamientos posteriores, como el Flash que golpeó a Züm con un puñetazo cerca de la velocidad de la luz o Linterna Verde sacando a Armek explotando el hecho de que pensaban que su anillo seguía siendo vulnerable al amarillo, el Hyperclan finalmente logró Capturar a toda la Liga de la Justicia, manteniendo a Superman torturado con una ilusión mental de kryptonita verde mientras atrapan a Wonder Woman, Flash, Green Lantern y Aquaman en la 'Flower of Wrath', un dispositivo que mataría a los héroes en horrible agonía. Batman logró evadir la captura después de que el Hyperclan derribó el Batplane aprovechando su creencia de que él no era una amenaza porque él era solo humano, deduciendo su verdadera naturaleza por su falta de voluntad para investigar su Batplane estrellado y ardiendo. 
Furtivamente en la base del Hyperclan, Batman derrotó a uno y luego más tarde tres miembros de Hyperclan atrapándolos en un anillo de fuego. Superman finalmente logró deshacerse de la ilusión Kryptonita y, con J'onzz, liberan al resto de la Liga. Después de que Superman emitiera una emisión pública al mundo que les advirtió de la amenaza y la debilidad del Hyperclan, los invasores fueron capturados, y cada uno de ellos les fue telepaticamente lavado el cerebro por J'onzz y Aquaman para creerse humanos. Dado los fuertes bloques mentales para inhibir sus poderes, los marcianos asumieron la vida normal de la Tierra en todo el mundo, aunque fueron mantenidos bajo observación por la Liga.
Grant Morrison, el escritor de JLA, diseñó deliberadamente a los miembros del Hyperclan para ser como "vertiginoso" como sea posible, Metamorfo incluso comentó que sonaban como los nombres de los juguetes de los niños.

### Sabotaje de Evolución
En la serie #2-4 de la JLA, el líder de Hyperclan, Protex, le dice a Superman cómo su gente llegó a la Tierra "mucho antes de que hubiera vida humana" - y realizó experimentos genéticos en animales terrestres que "desafortunadamente" paralizaron el potencial evolutivo de la raza humana. El resultado: "las criaturas que podrían haber sido dioses acabaron solo siendo ... humanos". La implicación es que deberíamos haber sido, literalmente, una raza de superhombres, en lugar de criaturas tan frágiles y limitadas en comparación con los marcianos. Esta era otra razón para la guerra entre los marcianos blancos y verdes, que estaban indignados por tal vandalismo biológico. De acuerdo con los argumentos del Martian Manhunter (#25-27) de John Ostrander y Son of Vulcan (# 5), el potencial genético de un futuro metagen fue descubierto en el antiguo ADN humano por la raza Marciana Blanca. Los marcianos blancos realizaron experimentos sobre estos humanos primitivos, cambiando el metagen. Debido a sus experimentos, realmente alteraron el destino de la raza humana. Mientras que antes de la evolución eventualmente habría hecho la humanidad en una raza de superhumanos similares a los daxamitas y los kryptonianos, o los propios marcianos, ahora solo unos pocos pocos humanos serían capaces de desarrollar poderes metahumanos. Como castigo para esto, el grupo de renegados conocido como el Hyperclan fue exiliado a la Zona Falsa, una versión de la Zona Fantasma.

### El Bruce Wayne Marciano
En ocasiones posteriores, los marcianos blancos lograron liberarse de su encarcelamiento psicológico. La primera vez, un solo Marciano Blanco se creyó brevemente ser Bruce Wayne debido al trauma de ser atrapado en un accidente de avión en llamas que borró la memoria de su identidad humana original de un empleado de Wayne Enterprises; Después de haber sido asignado un papel como el secretario de Wayne para mantener un ojo cercano en él, el Martian estudió el horario de Wayne y asumió que él era Wayne. Mientras que el resto de la Liga mantuvo un ojo en los otros marcianos en caso de que el renegado intentara "despertarlos", el Wayne Martian fue derrotado por un equipo formado por Green Lantern, Acero, Big Barda, Orión y Plastic Man Porque no conocían la identidad de Batman y por lo tanto no "inclinaban" al marciano telepático al hecho de que él era un falso, Orión se prendió deliberadamente en fuego para atacar al marciano hasta que Green Lantern arrojó un auto al marciano para la programación marciana que fue restaurada posteriormente los héroes se aseguraron de que los otros marcianos siguieran teniendo el lavado de cerebro, aunque Batman expresó cierta preocupación sobre su estrategia actual con los marcianos.

### Terror incógnita
La raza entera se revivió más tarde después de la batalla con el Id de concesión de deseo; El deseo de J'onn de volver a reunirse con su ser humano -la Liga que se había dividido en sus identidades sobrehumanas y civiles después de un deseo descuidado de Superman- fue subconscientemente traducida como un deseo de curar su soledad, incitando Id, en su sentido usual de ironía, para despertar a aquellos en la Tierra más como J'onn. Esta vez, los marcianos blancos capturaron a varios psíquicos humanos para trabajar en los medios de expandir sus propias capacidades mentales mientras que simultáneamente construyeron torres químicas del proceso que atentarían a la atmósfera de la tierra atando todo el oxígeno libre, haciéndose completamente invulnerable y asfixiando convenientemente a la humanidad en la extinción. Aunque las torres fueron destruidas cuando J'onn escapó de su encarcelamiento, la Liga se vio obligada a engañar a los marcianos para enviarlos a la Zona Fantasma para proponer un plan de ataque; La Zona era el único lugar que la telepatía marciana no podía alcanzar, permitiéndoles concebir un plan de ataque y luego regresar a la Tierra, J'onn colocando un bloqueo mental en sus mentes que impediría que recordaran el plan y, Los marcianos blancos tuvieron la oportunidad de enterarse de ello, hasta que llegó el momento de tomar medidas. Lanzado por el átomo (que se había escondido dentro de la cabeza de Protex para usar su propia telepatía contra él), la Liga se enfrentó a los marcianos en una batalla climática en la Luna. El plan requería a Superman, Wonder Woman y Green Lantern mover la Luna misma para exponer a los marcianos a la llama arrastrándola a la atmósfera terrestre, J'onn manteniendo a los marcianos ocupados mientras que Atom manipulaba la telepatía de Protex para hacer que los otros marcianos blancos creyeran que sus compañeros eran los miembros de la Liga, los magos de la Tierra trabajando para negar el daño que de otra manera habría sido causado a la Tierra por la gravedad lunar. Colocados en esta posición, los marcianos fueron forzados a aceptar ser desterrados en la Zona Fantasma - un castigo común para los supervillanos más peligrosos de DC - o morir en la Luna. J'onn estaba dispuesto a sacrificar su propia vida para derrotarlos, pero fue teletransportado fuera de peligro en el último segundo por sus compañeros de equipo, Batman posteriormente informándole que nunca estaba solo, y que J'onn se había considerado así fue el Cosa que sus compañeros no podían perdonar fácilmente.

### Metavirus
Los marcianos blancos crearon un metavirus, un metagen que podría pasar de un anfitrión a otro a través del tacto. Este metavirus fue responsable del empoderamiento del primer hijo de Vulcano. Los Hijos de Vulcano pasaron el metavirus hacia abajo en una línea ininterrumpida a partir de ese momento, jurando cazar y matar a "los pálidos", los Marcianos Blancos.

### Marcianos blancos híbridos
Con la ayuda de Funky Flashman, un marciano blanco ovíparo llamado A'monn A'mokk crea cinco niños híbridos humano-marcianos llamados Sapling, Buster, Silhouette, Quaker y Blur, usando el ADN sobrehumano de fuentes no reveladas. Los cinco híbridos tienen un miedo latente al fuego. Sapling se parecía a Hiedra Venenosa en poderes y disfraces, y Buster parecía un cruce entre Bizarro y Solomon Grundy. Silhouette parecía estar usando una variante del viejo disfraz de Nightshade y tenía poderes similares. Blur es un adolescente albino vistiendo una forma alterada del traje del Flash Reverso.

### En llamas
Cuando el detective marciano superó su miedo al fuego, rompió el antiguo bloque genético y liberó a Fernus, un miembro de la raza primitiva marciana. En la historia de la JLA, "Trial by Fire", una antigua entidad marciana ardiente llamada "Fernus" -la manifestación de la memoria racial de J'onn de la identidad racial original de los marcianos- tomó posesión de J'onn J'onzz y exterminó a tantos Miembros de la raza Marciana blanca que pudo encontrar, infiltrándose en la Zona Fantasma telepáticamente robando los códigos de acceso de Superman y viajando a la Fortaleza de la Soledad antes de que la Liga pudiera abrir la Zona para intentar cuestionar a un Marciano Blanco sobre Fernus, antes de ser derrotado por Plastic Man en una última confrontación desesperada.

### Señorita Marciana
Miss Martian, la Marciana Blanca conocido como M'gann M'orzz, es un miembro de la Young justice durante el año entre los eventos representados en "Crisis Infinita" y las historias de "Un Año Después". Al principio ella finge ser un Marciano Verde, hasta que ella es expuesta por Bombshell. En su forma de la tierra, M'orzz tiene la piel verde, cabello rojo a lo largo de los hombros, se viste en una versión mini-falda del traje del Detective Marciano, y utiliza el nombre de la Tierra "Megan Morse". 

### Martian Manhunter miniserie
En esta miniserie, varios seres que parecían ser marcianos verdes fueron encontrados vivos en la Tierra. Finalmente se les reveló que eran marcianos blancos, bajo el control mental y disfrazados de verdes; Un marciano verde llamado "Cay'An" les había lavado el cerebro para creer que eran marcianos verdes. Todos los marcianos blancos habían sido asesinados de una manera u otra antes del final de la serie, a excepción de un joven llamado Till'All. Till'All se hizo amigo de J'onn J'onzz, y fue presentado a la Liga de la Justicia al final de la historia. Till'All nunca se menciona de nuevo. Algunos fanes han especulado que Till'All se convirtió en Miss Martian, debido al momento de su introducción, y que esta revelación fue luego reconfigurada a simplemente ser un marciano blanco debido a la editorial de DC se sentía incómodo con potencial travestismo marciano.

### Brightest Day
En la historia de "Brightest Day", el detective marciano afirma que no hay otros marcianos blancos, aunque Till'All y la Señorita marciana todavía estaban en existencia.

## Poderes y habilidades
Al igual que los Marcianos Verdes, los Marcianos Blancos tienen numerosos poderes sobrehumanos, incluyendo gran fuerza, velocidad, vuelo, invisibilidad, telepatía, cambio de forma, cambio de fase (a veces llamada densidad variable) que les permite ser invulnerablemente duros o completamente inmateriales; "Visión Marciana", pero también comparten la vulnerabilidad de los Marcianos Verdes al fuego. Uno de los marcianos blancos miembro de Hyperclan llamado Zum y tenía supervelocidad, aunque no en el nivel de Flash. En Teen Titans vol. 3 #41, la Señorita Marciana se mostró rápidamente recuperada de los efectos de los poderes de codificación neuronal de Bombshell, así como la reforma después de (aparentemente) tener su cabeza destruida. También se le mostró en este aspecto rompiendo un par de esposas agitando su mano cerca de ellos. 
La capacidad de cambio de fase no se representa en su primera aparición posterior a la "Crisis en tierras infinitas". Además, su poder de vuelo inicialmente parecía limitado dentro de una atmósfera: un Marciano Blanco es derrotado por la Mujer Maravilla después de sucumbir a la asfixia en el espacio exterior; Sin embargo, los marcianos blancos son más tarde mostrados volando de la Tierra a la luna aparentemente sin asistencia tecnológica y luchando contra el JLA en un vacío.

## Marcianos blancos conocidos
- Un-Mortal - Un miembro marciano blanco de Hyperclan con una apariencia espantosa.[5]
- A'Monn A'Mokk - Un marciano blanco que luchó con el hijo de Vulcano.[15]
- A'Morr - una marciana blanca que es la esposa de A'Monn A'Mokk.[16]
- Armek - Un miembro marciano blanco de Hyperclan que posó como un gran héroe robótico.[5]
- Buster - Un Marciano Blanco que es el hijo de A'Monn A'Mokk y A'Morr, el hermano de Quaker, y la hermana de Silhouette.[17]
- Comandante Blanx - Un Marciano blanco.[18]
- Dal'en - Un marciano blanco a quien le lavaron el cerebro.
- Fluxus- Un marciano blanco súper fuerte y miembro de Hyperclan que se planteó como un héroe cambiante.[5]
- Martian Man-Eater - Un monstruo marciano blanco creado por Malefic de la magia negra marciana para luchar contra el detective marciano.[19]
- Micha'kel - Un marciano blanco que le lavaron el cerebro.
- Señorita Marciana - Una marciana blanca miembro de Teen Titans. Ella aparece en otros medios, tales como Supergirl y justicia joven, disfrazada a menudo un marciana verde.[20]
- Primaid - Un Marciano Blanco que es el segundo al mando del Hyperclan.[5]
- Protex - Un marciano blanco que es el líder del Hyperclan.[5]
- Quaker - Un Marciano Blanco que es el hijo de A'Monn A'Mokk y A'Morr, el hermano de Buster, y la hermana de Silhouette.[17]
- Silhouette - Un Marciano Blanco que es la hija de A'Monn A'Mokk y A'Morr y la hermana de Buster y Quake.[17]
- Sy'rann - Un marciano blanco que le fue lavado el cerebro.
- Telok'tellar - Un marciano blanco que le fue lavado el cerebro.
- Till'all - Un Blanco marciano blanco que es amigo del detective marciano.[21]
- Tronix - Un marciano blanco y miembro de Hyperclan que se planteó como un superhéroe con vigas de vuelo y ojo.[5]
- Zenturion - Un marciano blanco que es un miembro de Hyperclan.[5]
- Zum - Un marciano blanco y miembro de Hyperclan que se planteó como un superhéroe con supervelocidad.[5]

## En otros medios

### Televisión

#### Live Action
- Los Marcianos Blancos hicieron su primera aparición en el episodio de serie de televisión "Supergirl" en el episodio "Visitante Extraño de Otro Planeta". Uno de los marcianos blancos se planteó como el senador Miranda Crane (interpretado por Tawny Cypress) con el fin de buscar y matar a J'onn J'onnz (quien se estaba haciendo pasar por Hank Henshaw en la Tierra). J'onn quería matar al anónimo marciano blanco como retribución por el genocidio en masa de los marcianos blancos contra su raza, incluida su familia, pero Supergirl detuvo a J'onn porque lo haría tan asesino como los marcianos blancos. Después de que el anónimo marciano blanco sea capturado, le dice a Kara que hay millones más listos para atacar. Kara le dice al Marciano Blanco que ella también estará lista para ellos.[22] En el episodio "Myriad", el anónimo marciano blanco que se planteaba como Miranda Crane estaba bajo la custodia de la D.E.O. Cuando incursionó en la instalación, controló la mente de Lucy Lane para liberar a sus reclusos. La señorita marciana aparece en la segunda temporada de Supergirl. Ella está escondiendo su identidad real de marciana blanca finjiendo ser la última mujer sobreviviente Marciano Verde. Ella fue finalmente obligada a exponer su verdadera identidad a través de una donación de sangre para salvar a J'onn después de que este último quedara gravemente herido en una pelea con Parasite, con J'onn finalmente encarcelándola después de enterarse de su estatus como marciana blanca. Sin embargo, después la perdona y también la defiende después de saber que un ataque psíquico fue hecho en ella por los otros marcianos blancos en la Tierra. Armak apareció más tarde, como compañera de la señorita marciana, finalmente regresando a Marte con la esperanza de encontrar a otros marcianos blancos que puedan abrazar otros medios que la guerra.

#### Animación
- Aparecen en la serie animada de la Liga de la Justicia en el primer episodio que consto de 2 partes titulado "Orígenes Secretos", la Tierra es invadida por seres parásitos similares a los marcianos blancos, pero con un fondo y apariencia diferentes. Nunca se usa el nombre "Marciano Blanco", ya que estos seres no se originaron realmente desde Marte, y sus poderes de cambio de forma fueron robados parasíticamente de la raza Marciana Verde cuando los conquistaron. Son conducidos por un ser llamado el "Imperio". Sus máquinas de guerra orgánicas son similares a los trípodes de la Guerra de los Mundos. Cuando los alienígenas del Imperium invadieron Marte, virtualmente toda la población fue exterminada. J'onn J'onzz, el único superviviente, logró colocarlos en una animación suspendida durante mil años hasta que los astronautas de la Tierra los liberaron. Los extranjeros del Imperium tomaron la forma de seres humanos para infiltrarse en la Tierra, luego trataron de tomarlo. Fueron derrotados dispersando las nubes protectoras que habían creado para bloquear el sol, ya que la luz del sol es mortal para sus especies. El resto huyó en el espacio profundo y nunca se escuchan de nuevo en la serie.
- Aparecen también en la serie Batman: The Brave and the Bold en el episodio "Rise of the Blue Beetle!", Un marciano blanco se puede ver entre el equipo de piratas de Kanjar Ro.
- Una criatura que se parece a un marciano blanco aparece en un montaje psíquico de escenas en el episodio de Justicia Joven "Bereft" durante la mente de la señorita marciana fusionada con Superboy. En el episodio "Metas", la señorita marciana las menciona explícitamente, describiéndolas como una minoría tratada como una segunda clase por la mayoría Verde. En el episodio "Desordenado", se sugiere durante una sesión de terapia con Canario Negro que Miss Martian podría ser un marciana blanca. En el episodio "Imagen", finalmente se revela que la señorita marciana es de hecho un marciana blanca después de que Psimon investiga su mente para descubrir sus temores. Su verdadera forma parece ser cuando sus poderes son más fuertes, ya que utilizó sus poderes mentales para dejar al experimentado Psimon en un estado catatónico, pero su revelación de sus temores con respecto a su verdadera forma fueron de alguna manera reenviados a la Abeja Reina con la esperanza de obligar a la señorita marciana para cooperar con ella. En el episodio "Usual Suspects" Miss Martian revela su verdadera forma al equipo. Aunque inicialmente sorprendidos, no muestran ningún signo de rechazo, y Superboy revela que ha conocido su formas desde que la mente de ellos se fusionaron. En el episodio "Auld Acquaintance", Miss Martian asume esa forma al luchar contra la mente de J'onn J'onzz para usar sus poderes mentales para llevarlo a un lugar oscuro y ardiente, finalmente termina derrotándolo.

### Película
- Los marcianos blancos aparecen en la película animada "Liga de la Justicia: Crisis en dos tierras". Durante su estancia con la Liga de la Justicia en la Tierra paralela del Sindicato del Crimen, J'onn J'onnz salvaguardó a la Primera Hija Rose Wilson. Cuando Rose se sintió conectada a J'onn, intentó besarlo, J'onn respondió para mostrarle "cómo se besaban los marcianos", que es un intercambio telepático donde mostró su historia en Marte a ella, que le mostró peleando contra los marcianos blancos, E imágenes anteriores como J'onn sorprendente Dr. Erdel, y la Liga de lucha Starro.

### Videojuegos
- Los marcianos blancos aparecen en el videojuego Héroes de la Liga de la Justicia con su líder con la voz de Steven Blum. Brainiac hizo que Killer Frost lanzara un misil nuclear para liberar a los marcianos blancos de su encarcelamiento. En esta continuidad, los marcianos blancos son los responsables del genocidio que mató a la raza del detective Marciano.

### Diversos
- Los marcianos blancos aparecen en el número 18 de Batman: El valiente y el audaz (que se basa en Batman: el valiente y el audaz). Batman se une al detective marciano para luchar contra los marcianos blancos y evitar que invadan la Tierra.